# Conus vimineus
Conus vimineus е вид охлюв от семейство Conidae. Възникнал е преди около 20,44 млн. години по времето на периода неоген. Видът не е застрашен от изчезване.

## Разпространение и местообитание
Разпространен е в Индия (Андхра Прадеш, Керала и Тамил Наду), Тайланд, Филипини и Шри Ланка.
Среща се на дълбочина около 112 m, при температура на водата около 19,9 °C и соленост 35,3 ‰.